# 이왓파라 스키장

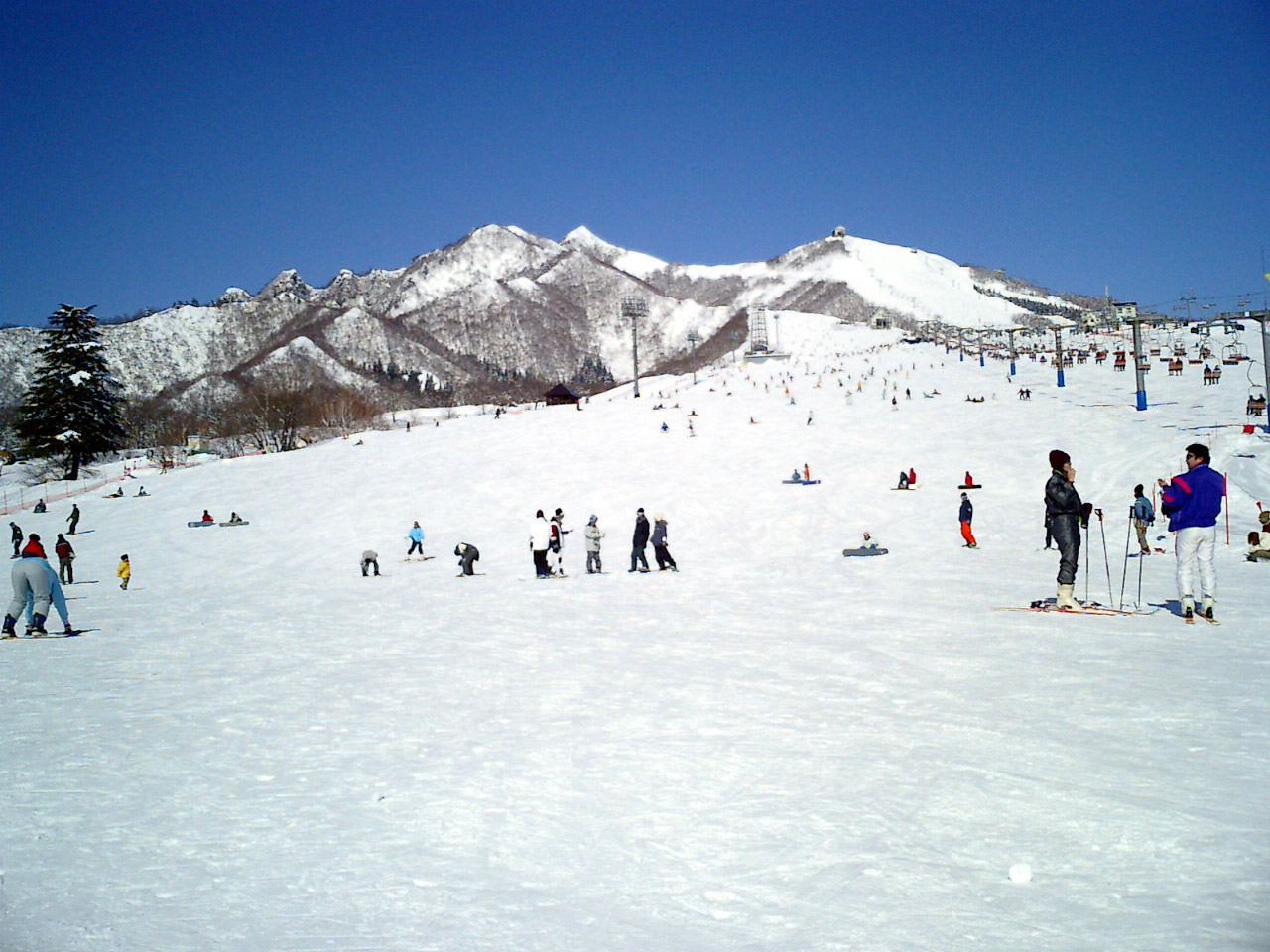

이왓파라 스키장(岩原スキー場)은 니가타현 미나미 우오 누마 군 유자와 마치에 위치한  JR 조에쓰선 연선의 스키장. 경영은 와타나베 프로덕션의 계열사 이왓파라 관광 주식회사가 실시하고 있었지만, 2009년 - 2010년 시즌에서의 영업은 주식회사 라이프 스타일 서비스를 운영하고있다.

## 개요
1931년 (쇼 6년)에 창업한 전통 스키장이며, 슬로프는 飯士山 중턱으로 큰 부채꼴로 펼쳐진 경사면에 있다.
초급에서 고급까지 다양한 코스가 갖추어져 있지만, 특히 메인 슬로프는 평균 경사도 10도, 최고에서도 12도, 게다가 혼잡을 느끼게 하지 않는 너비 600m의 넓이로 초보자가 연습하기 쉬운 슬로프가 있다. 

### 운영 회사의 도산
- 2000년대에 들어 스키 인구의 감소와 함께 입장객 수가 침체, 전성기의 절반 이하로 떨어졌다. 제2로맨스 리프트, 곤돌라[1], 그리고 파크 중단하는 등 경영 노력이 이루어지고 있었지만, 2009년 10월 30일에 岩原 관광공사 이 민사 재생법을 신청하고 [도산]][2]. 2009년-2010년 시즌의 영업은 주식회사 라이프 스타일 서비스를 운영하고 있다.

## 시설
- 리프트

쿼드 2개, 쌍 7개
- 스키 센터

山麗 리조트 센터 1, 산 중턱에는 리조트 센터 2가 있다. 초보자라면 메인 슬로프에 가까운 리조트 센터 2를 거점으로 하면 좋다.
- [[주차장] (총 1,500대) 리조트 센터 1에는 대여, 레스토랑 등이 있다.

## 액세스
대중 교통
- JR 조에쓰 신칸센 에치고유자와역에서 셔틀 버스로 약 8~12분[3]
- JR 조에쓰선 이왓파라스키조마에역에서 도보 10~15분

자동차
- 칸에츠 자동차도 유자와 IC에서 지방도 2.9km

## 주변
岩原 스키장 인근 전역에 숙박 시설이 많이 소재하고 있다. 또한 스키장과 인접한 곳에 레저 수영장(하계) 및 스노우 모빌 랜드(동계)가 개최되는 유자와 중앙공원이 있다.

## 같이 보기
- 일본의 스키장 목록 # 니가타 현
- 죠 에츠 국제 스키장